# 狛江市立狛江第四中学校
狛江市立狛江第四中学校（こまえしりつこまえだいよんちゅうがっこう）は、東京都狛江市東野川にある公立の中学校。狛江四中、もしくは単に四中と略される。

## 概要
狛江市に4校ある中学校のうちのひとつ。この学校以降新たに設置された中学校は存在しない。市北部、東野川2丁目から4丁目の全部と1丁目の一部、西野川の全部を学区とする。狛江市立緑野小学校と狛江市立狛江第五小学校の一部生徒の進学先となっている。
2022年4月現在、合計281人の児童が在籍している。この数は市立中学校で最も少ない数である。2010年頃、児童数減少に伴い狛江市立狛江第一中学校との統合が検討されていたが、現在は今後の統廃合の計画はない。
合唱に重きを置いている。特に合唱部は2004年のコンクールで日本一に輝いたほか、その翌年も銅賞を受賞するなど実績も伴う。
校歌はこわせたまみ作詞、中田喜直作曲。

## 沿革
1980年に開校した。当時児童数が増え続けていた狛江市立狛江第一中学校の対応を図り計画された。計画時から既に狛江市立狛江第一中学校の児童数の減少が見積もられていたが、計画は変更されず開校した。開校に伴い同校より2年生と3年生がそれぞれ150人ずつ移籍し、新入生とあわせて195人が開校年度に在籍した。
- 1980年4月1日 - 開校。
- 1982年11月 - 「友情の鐘」設立[7]。
- 1990年3月8日 - 開校記念日を9月20日に変更。
- 2000年10月7日 - 創立20周年記念として「自立のモニュメント」設立[7]。
- 2004年 - 合唱部が第72回NHK全国学校音楽コンクール全国コンクールにて金賞を受賞[4]。
- 2014年4月1日 - 3学期制に復帰。

## 部活動
運動部6つ、文化部3つの合計9つの部活動が存在する。
- 野球部
- サッカー部
- 男子バスケットボール部
- 女子バスケットボール部
- 水泳部
- 女子バレー部
- 吹奏楽部
- 美術部
- 合唱部

合唱部
特に合唱部は前述の通り、NHK全国学校音楽コンクール全国コンクールで金賞を受賞するなどの成績を収めていて、かなりの実績をもつ。なお、一部合唱曲はApple Musicなどで配信されていて聴くことが出来る。以下に実績を列挙する。
- 第72回NHK全国学校音楽コンクール全国コンクール 金賞[4]
- 第59回全日本合唱コンクール中学混声 銅賞[10]

## 関連人物

### 教職員
- 横田純子 - ピアニスト。合唱部の顧問を担当した[11]。

## 交通アクセス
- 小田急電鉄「喜多見駅」下車、徒歩15分。
- 小田急バス「都営東野川2丁目アパート」バス停下車、徒歩3分。
- 京王バス「覚東」バス停下車、徒歩5分。